# Châtel-sur-Moselle (tổng)
Tổng Châtel-sur-Moselle là một tổng của Pháp, tọa lạc tại tỉnh Vosges trong vùng Lorraine của Pháp.

## Phân chia hành chính
Tổng Châtel-sur-Moselle được chia thành 23 xã:
- Badménil-aux-Bois
- Bayecourt
- Châtel-sur-Moselle
- Chavelot
- Damas-aux-Bois
- Domèvre-sur-Của rbion
- Frizon
- Gigney
- Girmont
- Hadigny-les-Verrières
- Haillainville
- Igney
- Mazeley
- Moriville
- Nomexy
- Oncourt
- Pallegney
- Rehaincourt
- Sercœur
- Thaon-les-Vosges
- Vaxoncourt
- Villoncourt
- Zincourt

## Hành chính
| Ngày bầu                         | Tên              | Đảng | Tư cách                     |
| -------------------------------- | ---------------- | ---- | --------------------------- |
| Số liệu trước năm 2004 không rõ. |                  |      |                             |
| 20 juillet 2008                  | Colette Marchal  |      | Thị trưởng Nomexy           |
|                                  | Raymond Dégémard | UMP  | Thị trưởng Thaon-les-Vosges |
| 1936-1940                        | Louis Guillon    | PRAS | Thị trưởng Thaon-les-Vosges |